# Quazepam
Quazepamul este un medicament din clasa 1,4-benzodiazepinelor, fiind utilizat în tratamentul insomniilor. Calea de administrare disponibilă este cea orală.
Prezintă efecte anxiolitice, hipnotice și sedative, anticonvulsivante și miorelaxante.
Molecula a fost patentată în 1970 și a fost aprobată pentru uz medical în 1985.

## Utilizări medicale
Quazepamul este indicat în tratamentul de scurtă durată al tulburărilor de somn de etiologie variată care sunt severe sau invalidante. Reacțiile adverse pe care le induce sunt mai rare în comparație cu tempazepamul, exemple fiind: sedarea, amnezia și deficiențele motorii.

## Farmacologie
Ca toate benzodiazepinele, quazepamul acționează ca modulator alosteric pozitiv al receptorului de tip A pentru acidul gama-aminobutiric (R GABAA), reducând excitabilitatea neuronilor.